# Biflod
En biflod er en mindre flod, der løber ind i en større flod, hovedfloden. Når man taler om højre-, hhv. venstrebifloder, betyder det bifloder, der løber til hovedfloden fra højre, hhv. venstre side, set medstrøms.
Som regel følger navngivningen af floderne disses størrelse, så hovedfloden har samme navn før og efter bifloden, men der findes undtagelser.